# Leopold i Loeb

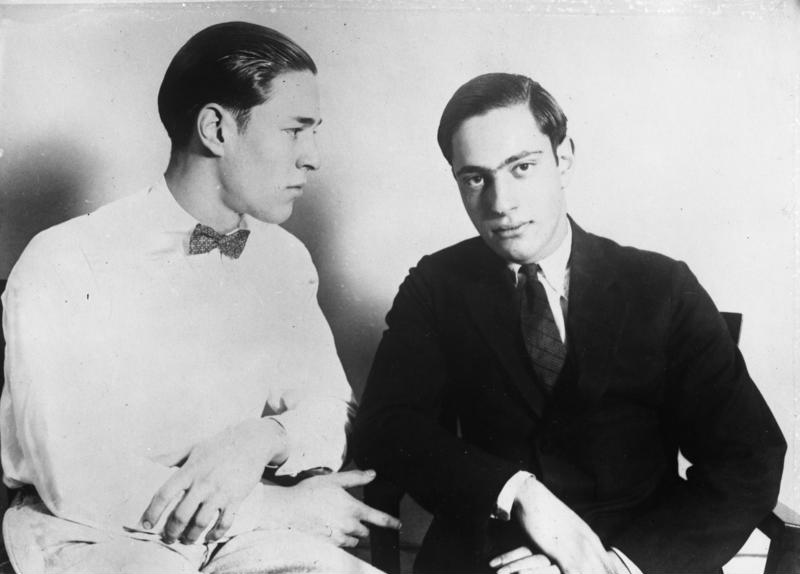
Loeb i Leopold podczas procesu

Nathan Freudenthal Leopold, Jr. (ur. 19 listopada 1904 w Chicago, zm. 29 sierpnia 1971 w Portoryko) i Richard Albert Loeb (/ˈloʊb/; ur. 11 czerwca 1905 w Chicago, zm. 28 stycznia 1936 w Joliet), zwykle określani jako Leopold i Loeb – studenci University of Chicago, skazani na dożywotnie pozbawienie wolności za morderstwo 14-letniego Bobby’ego Franksa, którego dokonali w 1924 roku. Za motyw zabójstwa podali chęć popełnienia przestępstwa doskonałego. Obrony Leopolda i Loeba podjął się Clarence Darrow. 
Leopold i Loeb byli inspiracją dla wielu dzieł literackich i filmowych, w tym sztuki Rope Patricka Hamiltona, zekranizowanej w 1948 roku przez Alfreda Hitchcocka w filmie Sznur.